# Giardini di Firenze

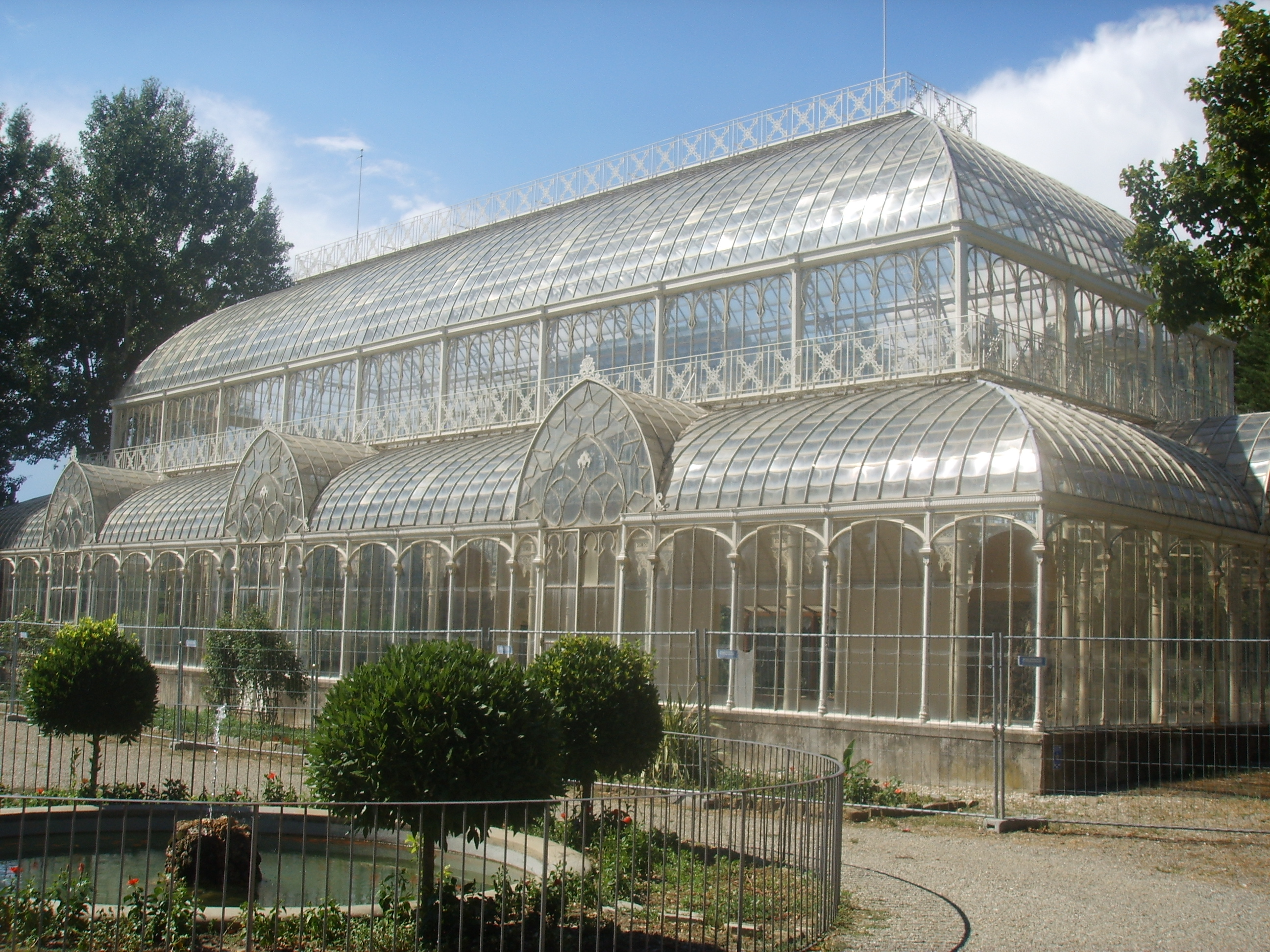
Giardino dell'Orticoltura

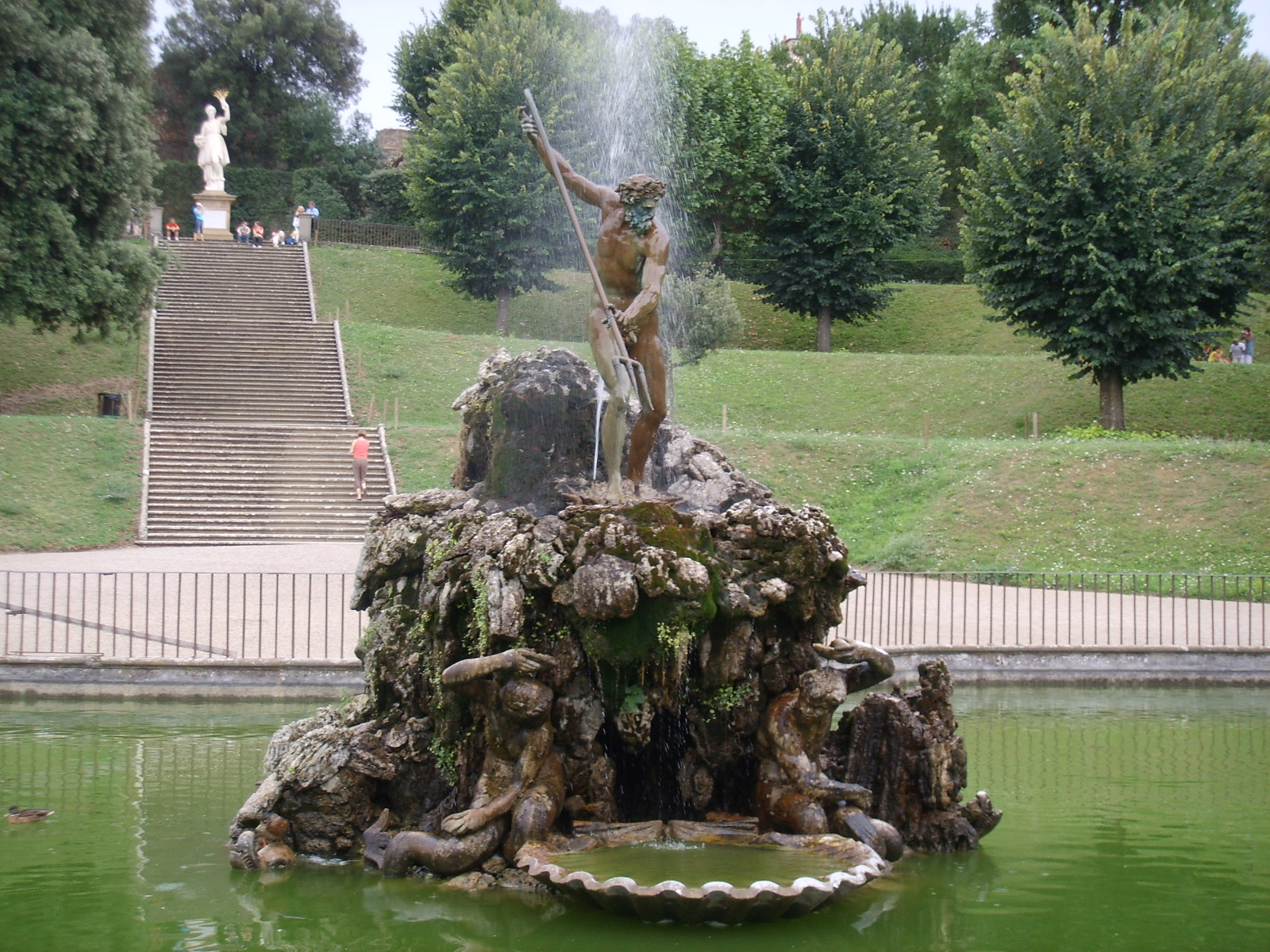
Giardino di Boboli

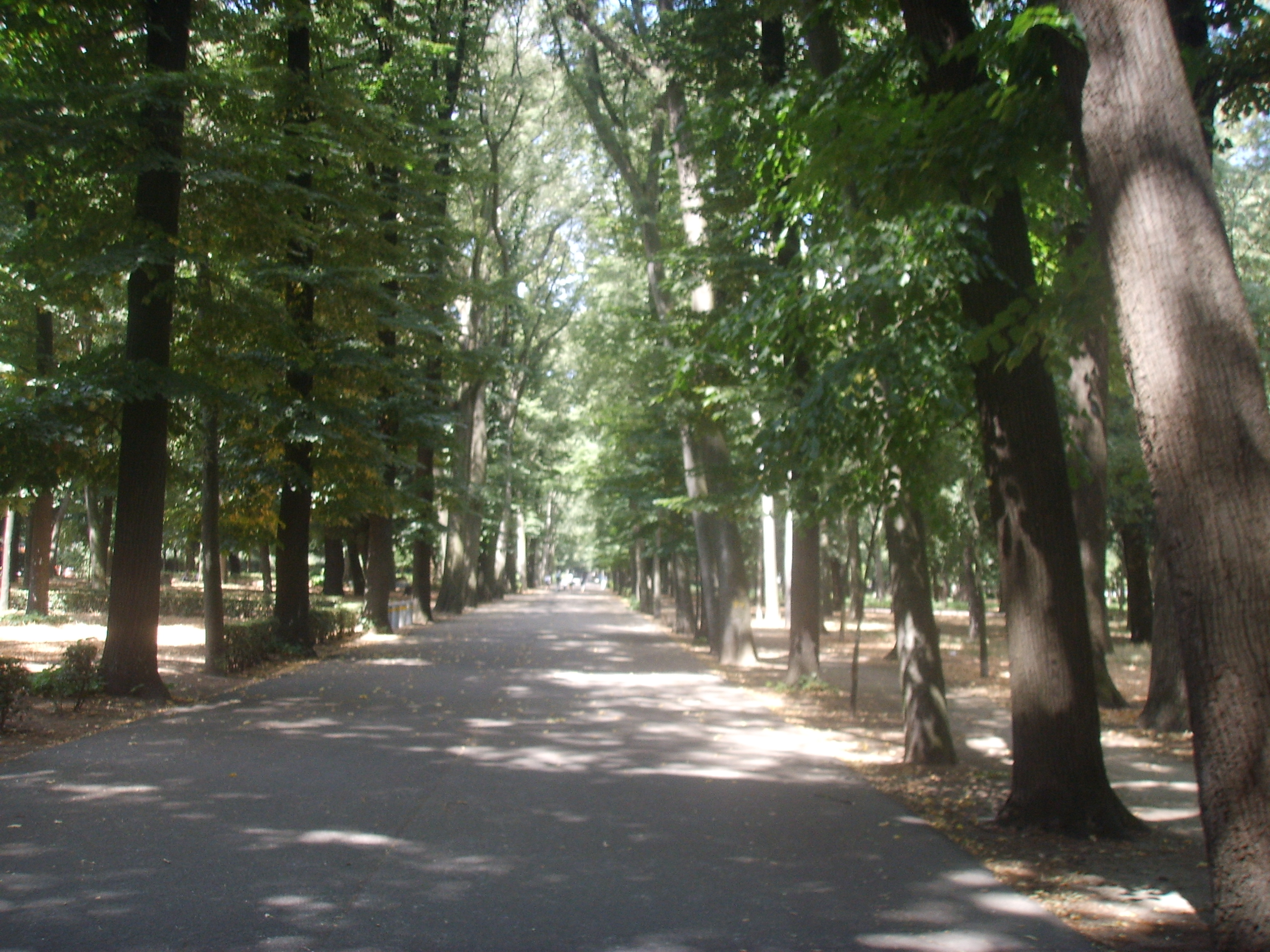
Parco delle Cascine

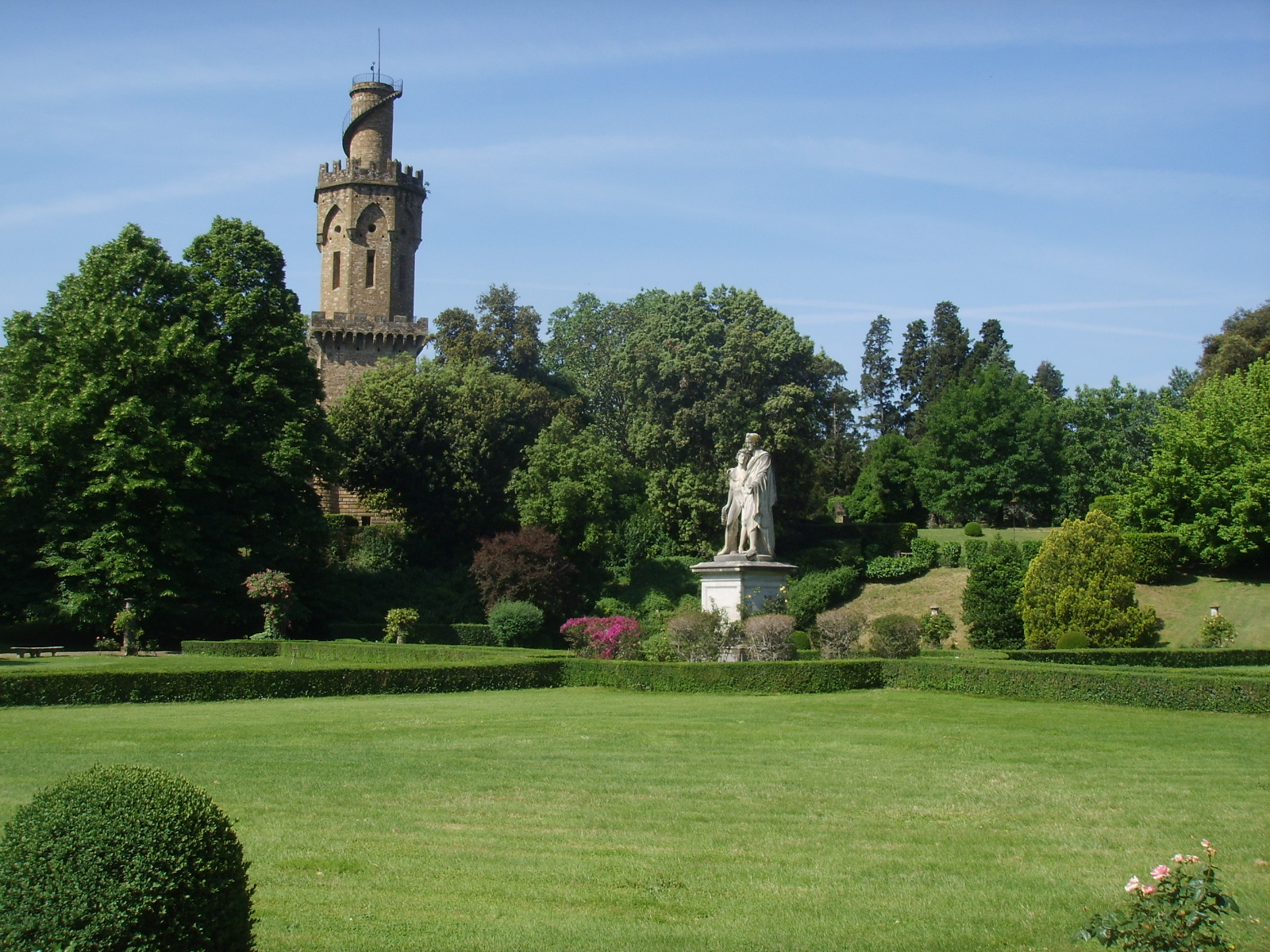
Giardino Torrigiani

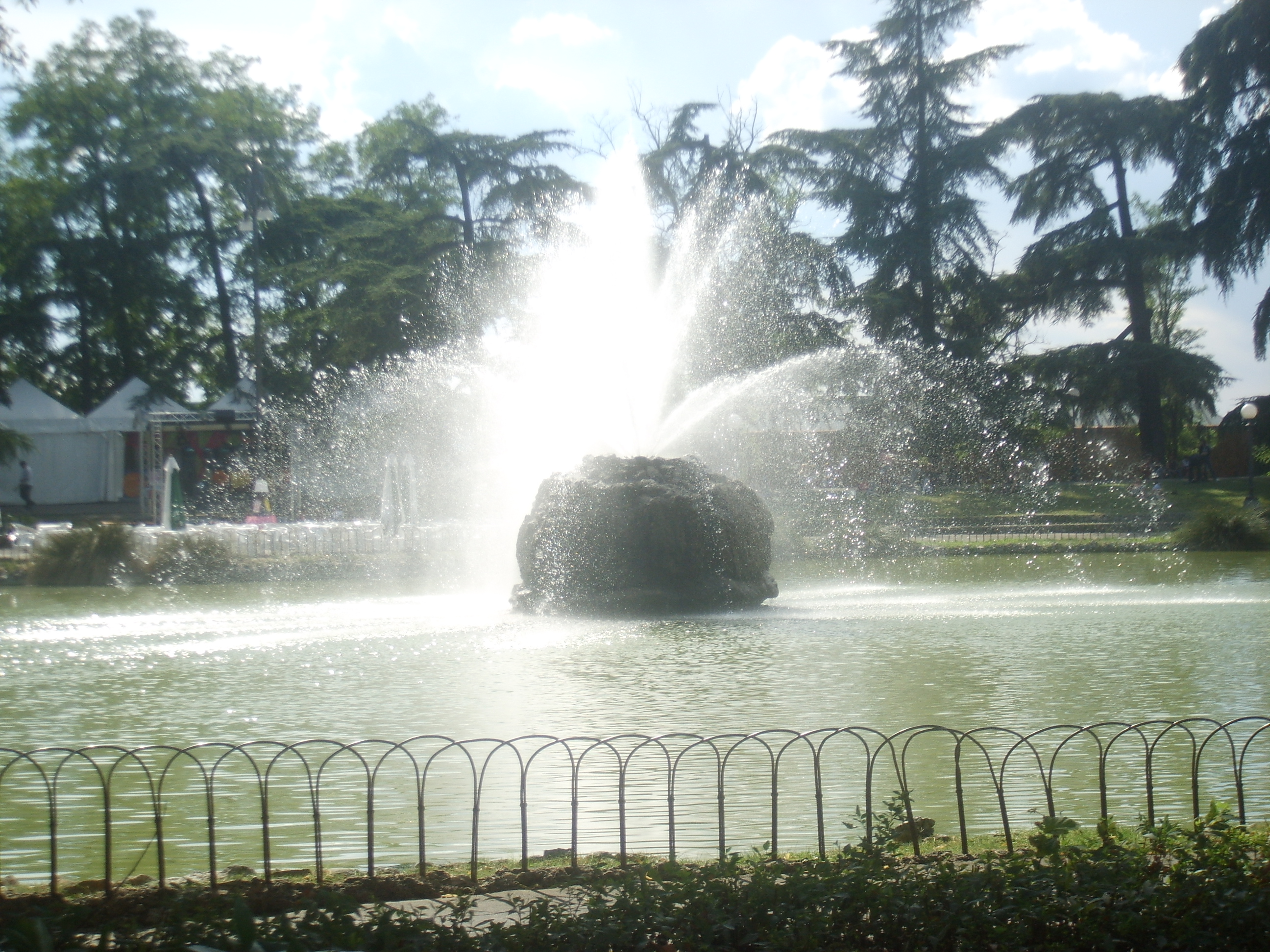
Giardini della Fortezza

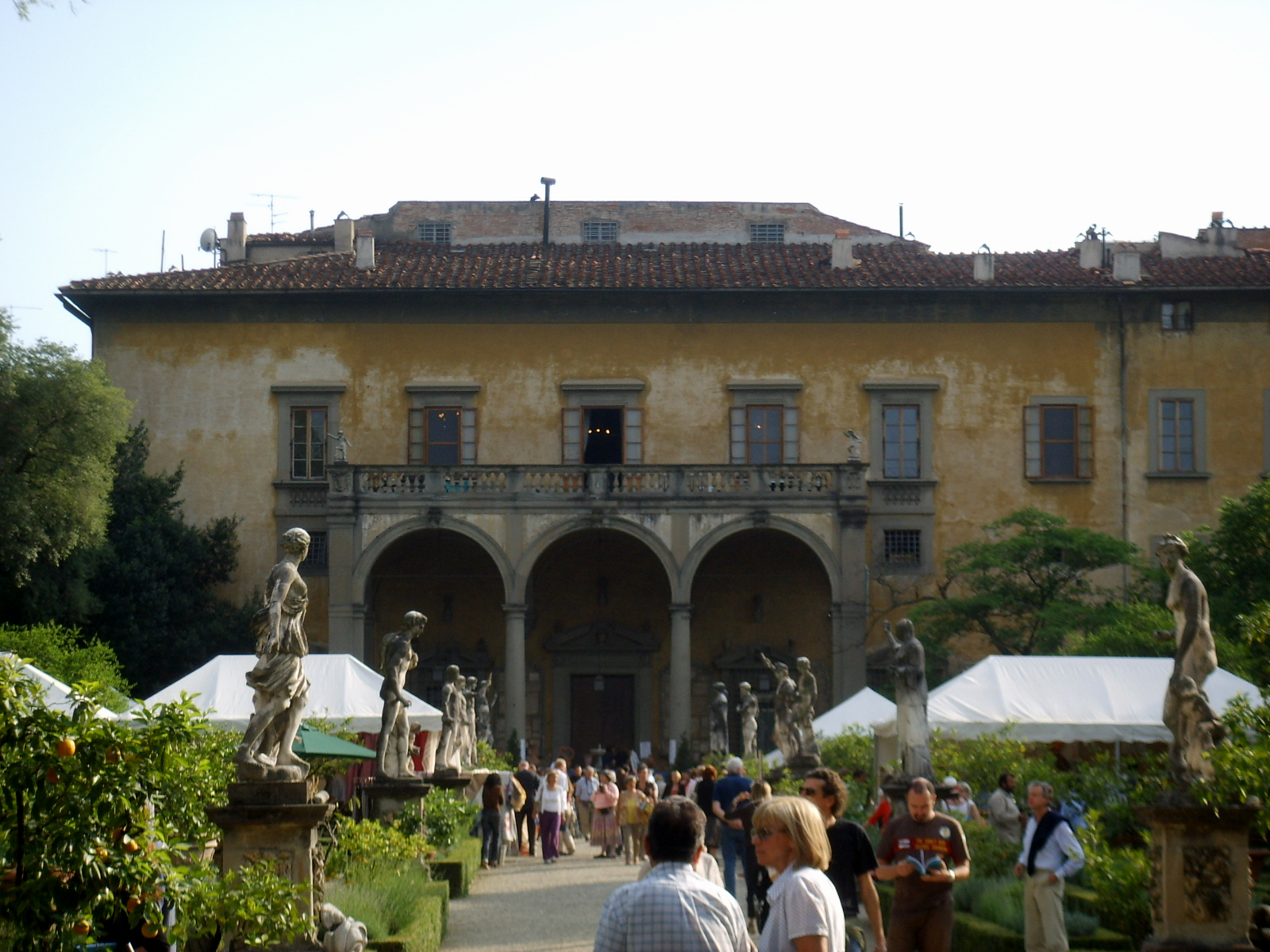
Giardino Corsini

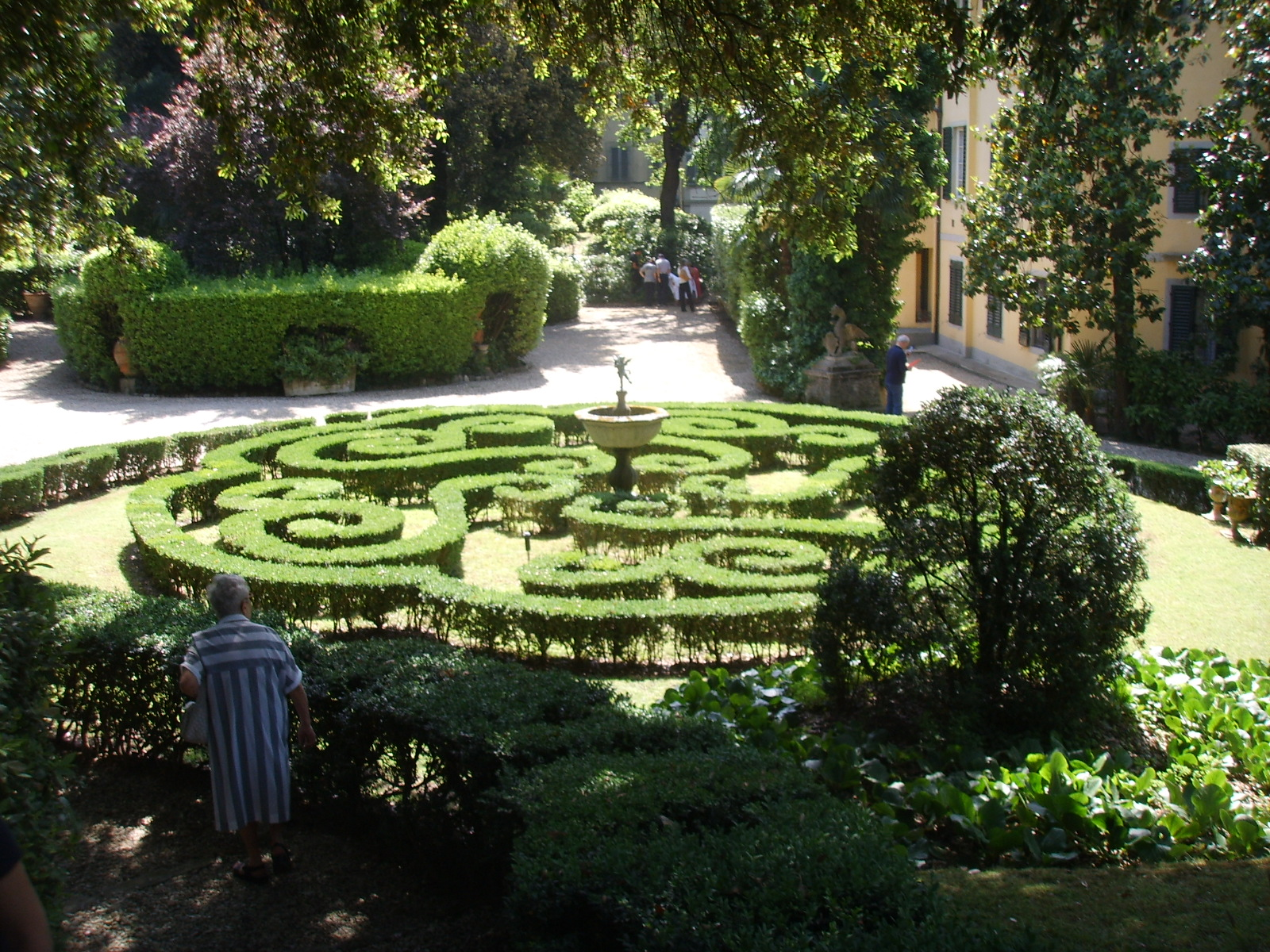
Giardino Corsi Annalena

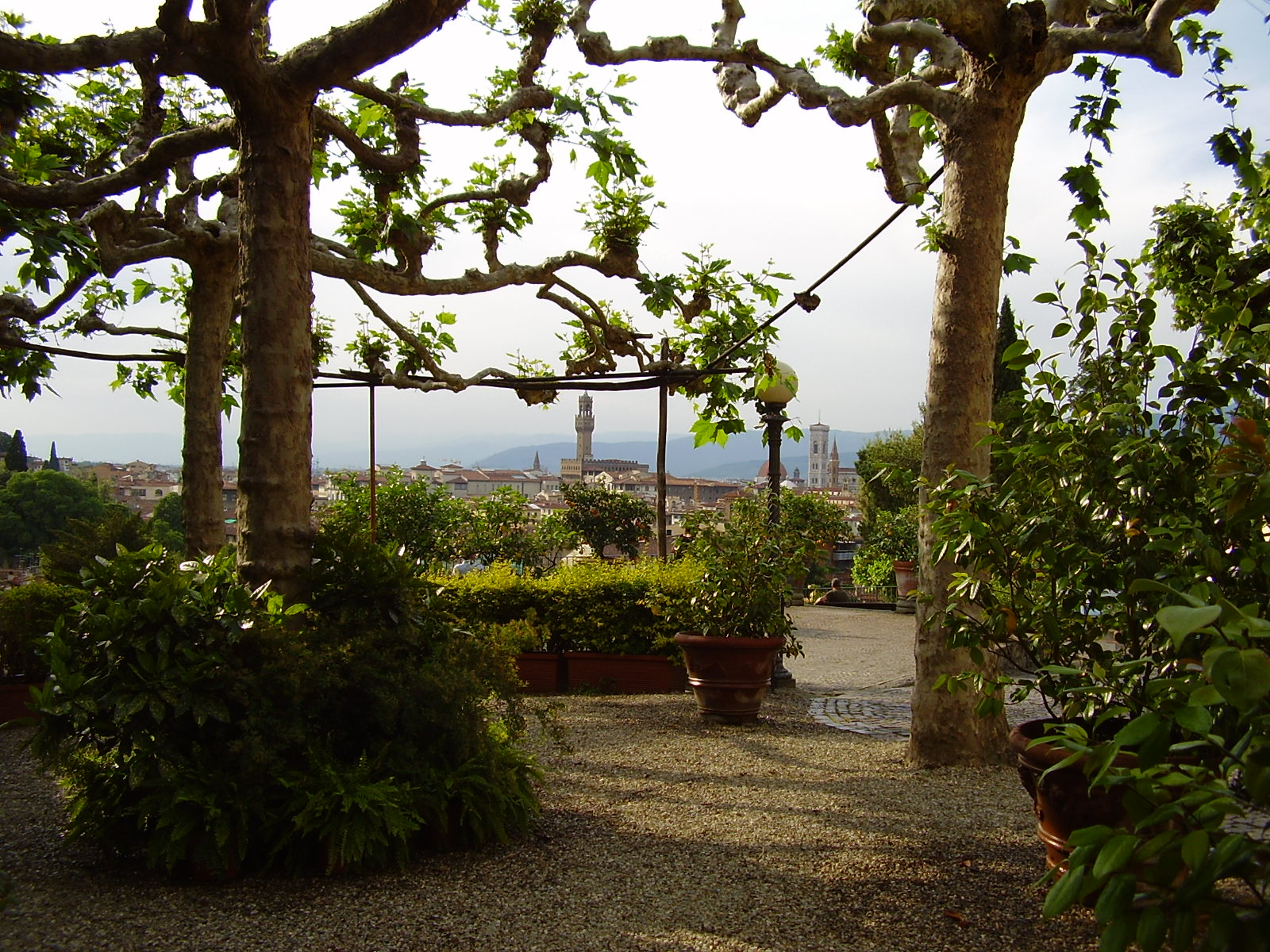
Giardino delle Rose

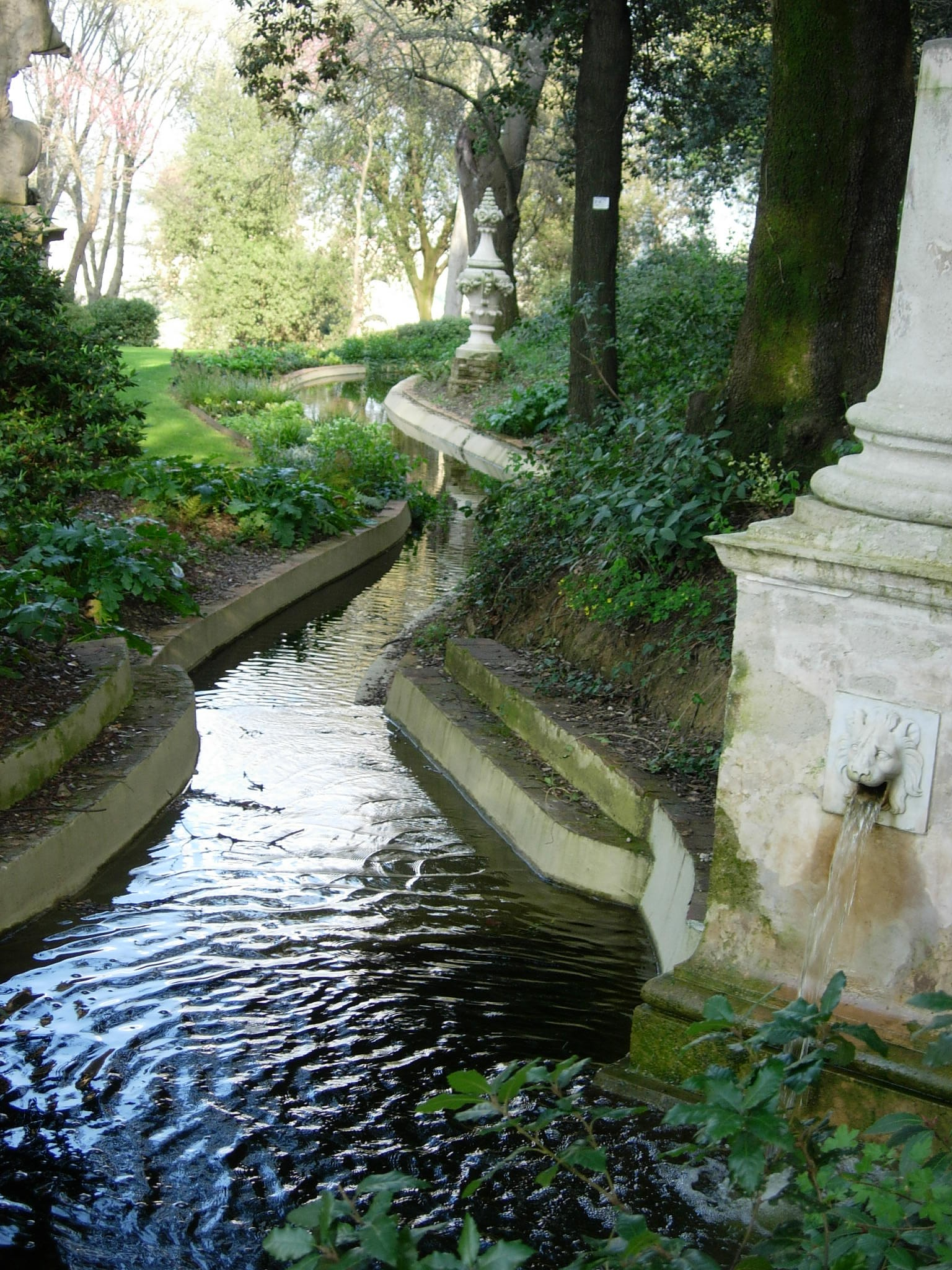
Giardino Bardini

Ecco l'elenco dei principali giardini ed aree verdi di Firenze.

## A
- Area Pettini Burresi: Si trova nel quartiere residenziale delle Cure sulla Via Faentina, ospita un parco giochi e un centro giovani (C.U.R.E.), nonché numerose aree verdi.
- Parco Albereta-Anconella: Stretto fra due ponti (Da Verrazzano e Varlungo) si estende ad est di Firenze sulla riva sinistra dell'Arno.

## B
- Giardino Bardini: Si estende, attorno all'omonima villa, sulle colline meridionale della città, non lontano dal forte Belvedere a dall'area sommitale del Giardino di Boboli; buona parte del parco è ben visibile dal piazzale Michelangelo. Sia il parco che la villa sono stati aperti al pubblico nel giugno 2007 a seguito di un lunghissimo intervento di recupero che ha riportato l'intero complesso agli antichi splendori.

- Giardino di Boboli: È uno dei più grandi esempi di giardino storico in Italia, connesso con Palazzo Pitti e col forte di Belvedere. Il giardino, che accoglie ogni anno oltre un milione visitatori,[1] è notevole oltre che per il valore storico e paesaggistico, anche per la sua collezione di sculture, che vanno dalle antichità romane al XVI e XVII secolo.

- Giardino del Bobolino: Si trova appena fuori da Porta Romana, che prende il nome dal vicino giardino di Boboli, del quale è una versione in scala minore. Si tratta di un giardino in pendenza, interamente composto da pendii erbosi, scalinate e piazzali di ghiaia che presenta alcune graziose soluzioni di arredo verde, come i sedili integrati con le aiuole, le vasche e le grotte artificiali. Nella parte intermedia del giardino si trova  Villa Cora, trasformata oggi in hotel di lusso, dove soggiornarono l'imperatrice Eugenia e il compositore russo Pëtr Il'ič Čajkovskij. Nella parte inferiore, a fianco del giardino, si trovano alcune serre comunali.

- Giardino di Borgo Allegri: Si trova nell'omonimo borgo, prossimo alla Basilica di Santa Croce e a due scuole elementari. Gestito da una Associazione Rionale, è un valido punto di riferimento per la popolazione della zona.
- Giardino del Borgo: Si trova in Borgo Pinti attiguo al Casino Salviati.

## C
- Parco delle Cascine: Detto anche più comunemente Le Cascine, con i suoi 160 ettari è il più grande parco pubblico di Firenze; ha inizio dall'attuale piazza Vittorio Veneto per arrivare fino sotto al ponte all'Indiano delimitato naturalmente dal fiume Arno dal torrente Mugnone e dal canale Macinante. Frequentatissimo luogo di sport conta numerose strutture sportive tra le quali campi da tennis, campi da calcio, un velodromo, il tiro a segno, il tiro con l'arco, piscine e 2 ippodromi. Oltre che a locali e discoteche, ospita il monumento al principe indiano Rajaram Chuttraputti, la statua in bronzo del Re Vittorio Emanuele II a cavallo, la Piramide delle Cascine, l'anfiteatro e la Scuola militare aeronautica "Giulio Douhet".
- Giardino Corsi Annalena: È situato nel quartiere di Oltrarno tra via dei Serragli, via de' Mori e via Romana.
- Giardino Corsini: Fa parte del complesso del palazzo Corsini al Prato (via il Prato, 58). Una volta all'anno, a maggio, ospita la rassegna di artisti ed artigiani Artigianato a palazzo. Numerosi ed illustri sono stati gli ospiti del palazzo da Federico IV di Danimarca al principe di Galles Carlo Edoardo Stuart alle regine Vittoria d'Inghilterra e Margherita di Savoia.

## F
- Giardini della Fortezza: Detti anche del Vascone, posti in una posizione molto centrale della città e del trasporto urbano, si trovano sul lato est della fortezza da Basso, tra i bastioni della fortezza e i viali di Circonvallazione, cui viale Filippo Strozzi li contorna per buona parte. Furono progettati da Giuseppe Poggi nell'ambito del risanamento di Firenze quando essa era diventata capitale d'Italia.
- Giardino Fossombroni: Il giardino, appartenente all'omonimo palazzo è ricordato per la presenza di alcune rarità botaniche.
- Giardino Frescobaldi: Giardino interno accessibile dal Palazzo al suo interno è presente una fontana di barocca con concrezioni spugnose.

## G
- Giardino della Gherardesca: Il giardino della Gherardesca è il più grande giardino privato nel centro storico di Firenze, ed ha l'entrata principale sul piazzale Donatello. Antistante ad esso troviamo il palazzo della Gherardesca.

## I
- Giardino dell'Iris:  È un'area verde al quale si accede dal lato est di piazzale Michelangelo a Firenze. È aperto al pubblico solo nel mese di maggio, quando gli iris del concorso internazionale annualmente organizzato sono in fiore.

## O
- Orti Oricellari: Sono un giardino monumentale nell'omonima via vicino a Santa Maria Novella, a Firenze. Era il giardino di quello che oggi è chiamato palazzo Venturi Ginori, ed appartenne alla famiglia Rucellai, della quale "Oricellari" è una variante del nome di famiglia.
- Giardino dell'Orticultura: È situato in via Bolognese, nella parte nord di Firenze, che ha ospitato esposizioni nazionali e mostre prestigiose. Oltre alla Loggetta Bondi, nel giardino troviamo anche una serra in ferro e vetro di grandi dimensioni; dal giardino si accede anche al  giardino degli orti del Parnaso all'interno del quale è stato ricavato il  giardino dei Giusti

## Q
- Villa di Quarto

## R
- Giardino delle Rose: Il giardino delle Rose a Firenze è un grazioso parco nella zona di Oltrarno sottostante al piazzale Michelangelo verso ovest, in viale Giuseppe Poggi.

## S
- Giardino San Francesco di Paola
- Giardino di San Marco
- Giardino di scultura contemporanea olandese
- Giardino dei Semplici: è una sezione del Museo di storia naturale dell'Università degli Studi di Firenze. Terzo orto botanico più antico d'Italia, ha ospitato senza soluzione di continuità specie rare ed esotiche fin dalla sua fondazione nel 1545.

## T
- Giardino Torrigiani:  Si tratta di un grande parco all'interno delle mura fiorentine, in stato di conservazione ottimale e costituisce un esempio tipico dello stile romantico che contrassegnò i giardini all'inizio dell'Ottocento. Al suo interno vi troviamo tra le varie cose anche la  grotta di Merlino, il  gymnasium, e il  torrino.
- Giardino di Tivoli

## V
- Palazzo Vivarelli Colonna
- Giardino di Palazzo Gianni-Lucchesini-Vegni: è un giardino a disposizione della scuola materna statale Serristori ed è quindi aperto al pubblico solo la domenica. L'ingresso è in via di S. Niccolò 89/a.